# 西交口乡
西交口乡，是中华人民共和国山西省临汾市乡宁县下辖的一个乡镇级行政单位。

## 行政区划
西交口乡下辖以下地区：
黄华村、桑坪村、北营村、南营村、见子沟村、仁义湾村、西坡头村、土门塔村、敖顶村、南塔村、元头村、大咀村、支家庄村、屯子窑村和良种场村。